# Sipia
Sipia är ett fågelsläkte i familjen myrfåglar inom ordningen tättingar. Släktet omfattar fyra arter som förekommer från Costa Rica söderut till Ecuador:
- Mörkryggig myrfågel (S. laemosticta)
- Magdalenamyrfågel (S. palliata)
- Stubbstjärtad myrfågel (S. nigricauda)
- Esmeraldasmyrfågel (S. berlepschi)

Tidigare placerades arterna i släktet Myrmeciza.